# بيريتا ام 1934
طراز بيريتا 1934 هو مسدس شبه آلي الذي صدر للخدمة في القوات المسلحة الملكية الإيطالية ابتداء من عام 1934. قياس 9 ملم، المعروفة أكثر باسم أي سي بي 0.380.
بيريتا لديها تاريخ في صنع الأسلحة النارية منذ العام 1526، عندما كانوا متخصصين في صنع البراميل. إلى حين عام 1915، عندما استجابوا لاحتياجات الجيش خلال الحرب العالمية الأولى، لتنتج مسدسها لأول مرة طراز عام 1915. وأصبح المصنع واحدا من  أكبر صانعي المسدسات في العالم ويعد طراز 1934 (M1934) واحدا من أكثر الطرارزات صنعا في عصر ما قبل الحرب العالمية الثانية.
في أوائل 1930، أعجب الجيش الإيطالي بمسدس والتر بي بي الألماني. وشركة بيريتا لا تريد ان تفقد عقدا كبيرا لمنافستهم لالمانيا لتصميم مسدس ام 1934 للجيش الإيطالي الذي قبلت به في عام 1937. وأعقبه نموذج M1935، والتي كانت مشابهة لM1934 في معظم النواحي،